# Вавжинець Борткевич
Вавжинець Борткевич (Лаурінас Борткявічюс; пол. Wawrzyniec Bortkiewicz; лит. Laurynas Bortkevičius; 1750, за іншими даними, 10 серпня 1756, село Янкайчяй, нині Радвілішкіського району — 15 лютого 1823, містечко Скопішки, нині Скапішкіс Купишкіського району) — чернець-домініканець, доктор теології, укладач ряду релігійних книг; литовський архітектор.

## Біографія

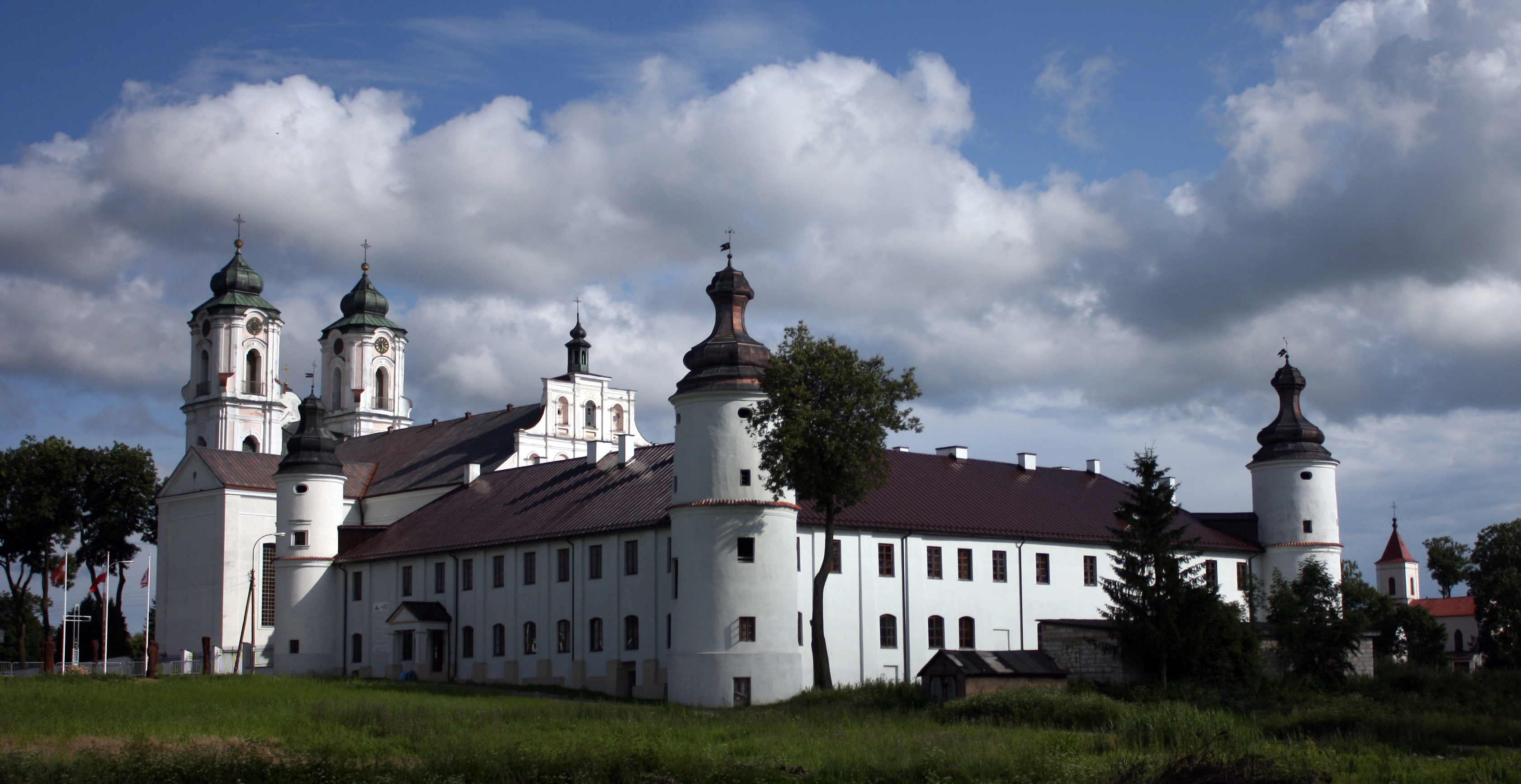
Домініканський монастир у Сейнах

Навчався в містах Расейняй і Кражяй. З 1770 або 1786 року став ченцем Ордену Домініканців. У 1774 році перебував у Несвіжі. Часто переводився з одного монастиря в інший. В 1790 і 1791 роках працював учителем в школі при домініканському монастирі і вікарієм в Сейнах.

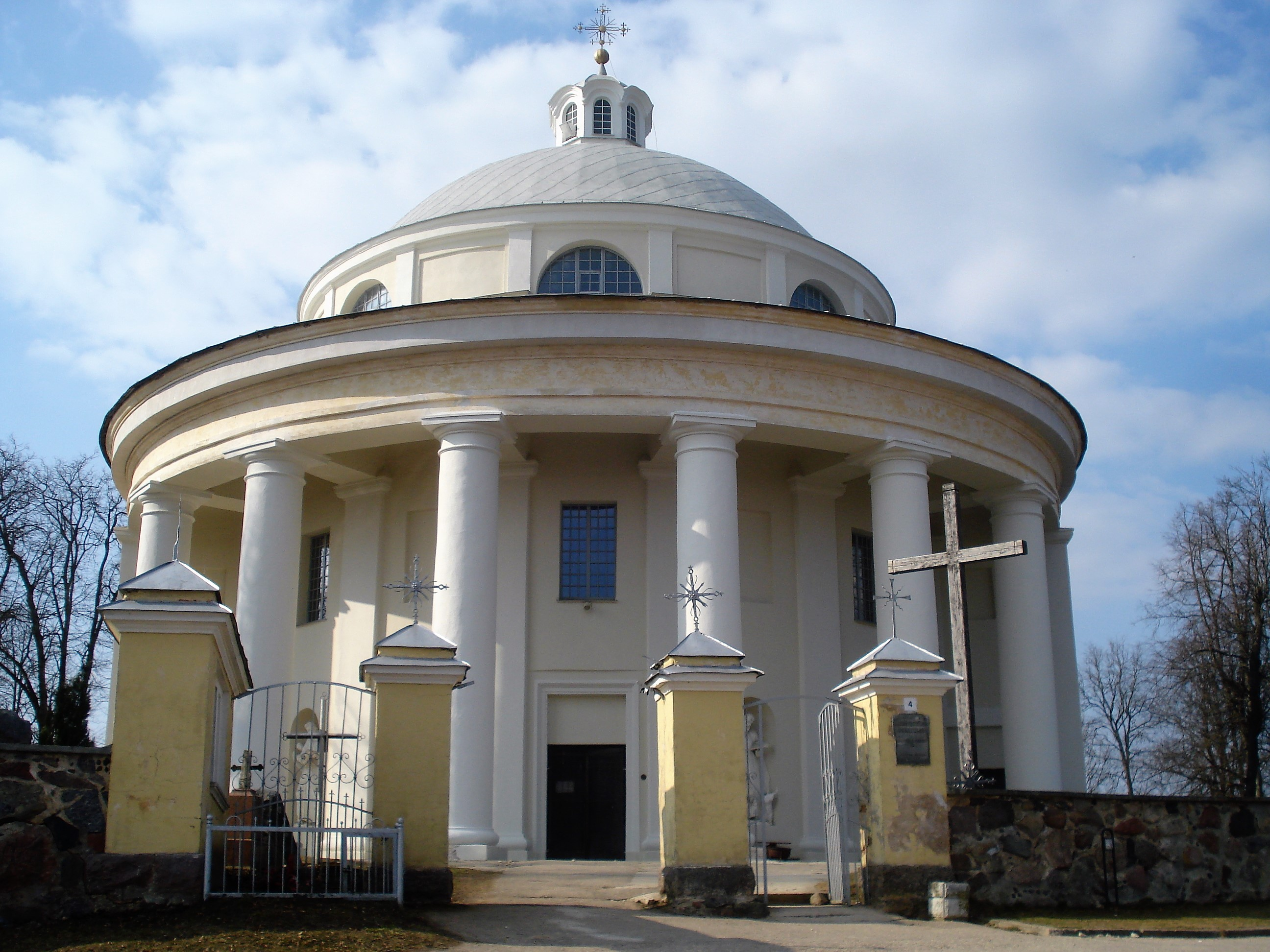
Костел Пресвятої Трійці в Судярве

У 1798-1805 роках навчався у Віленському університеті, був учнем архітектора Міхала Шульца. Припускається, що саме В. Борткевич був автором проекту костелу Пресвятої Трійці в Судярве, консультуючись зі своїм учителем (домініканець Цезарій Волчацький на кошти єпископа Валенти Волчацького в 1803 році почав будувати новий мурований костел, зведений до 1811-1812 років).
З 1807 року Вавжинець Борткевич був пріором домініканського монастиря в Скопішках. В 1808 році на кошти власника містечка Ігнатія Тізенгаузена заклав Кальварію у Скапішкісі, обгородив огорожею кладовище.
Помер в 1823 році у Скопішках. Похований на кладовищі монастиря (закритого в 1832 році).

## Літературна діяльність
У 1774 році надрукував привітання польською мовою Теофілі Констанції Моравській (уродженій Радзивілл), яка повернулася з поїздки європейськими країнами — „Do Jasnie Oswiec. Xięzny Imci Z Radziwiłłow Teofili Morawskiey Generałowy Woysk W. X. L. Na Tęskliwe Wszystkich Ządze Wesoło I Szczęsliwie Pozwiedzeniu Obcych Krajow Do Nieswiza Powracającey Roku 1774. Od Nayobowiązańszego za Niepoliczone Łaski Konwentu Nieswiskiego Zakonu Kaznodzieyskiego Anakreontyka“.
У 1777 році у Вільно вийшла його ода „Na Powrot Jasnie Oswieconego Xiązęcia Jmci Karola Radziwiłła Wojewody Wilenskiego, Xiązęcia Na Ołyce, Słucku, Nieswizu, Birzach ... Od XX. Zakonu Kazn. Konwentu Nieswizkiego W Obowiązkach Całey Prowincyi Litewskiey Roku 1777 Oda“
Переклав з латинської та польської мов книги пісень і молитов литовською мовою „Rožaniec N. Maryi Panny“ (1808), „Giesmes apey keturiolika stacuy“ (1810), „Karawakas, arba Križius Anioliszkas“ (близько 1817), „Kiales krizaus“ (1819).